# Ayoub Nanah
Ayoub Nanah (en arabe : أيوب نناح), né le 12 novembre 1992 à Casablanca au Maroc, est un footballeur marocain évoluant dans le club du Fath Union Sport. Il évolue au poste d'attaquant.

## Biographie

### Carrière en club

#### Jeunesse et débuts
Ayoub Nanah voit le jour le 12 novembre 1992 dans le quartier populaire de Sbata. Il commence à pratiquer le football à un jeune âge dans le rues de son quartier.
Jouant au poste d'avant-centre, il intègre les jeunes catégories du Rachad Bernoussi, et gravit les échelons jusqu'à atteindre l'équipe première, en 2011 à l'âge de 19 ans.
Après quelques apparitions en deuxième division, il gagne sa place de titulaire dans l'équipe et ses bonnes prestations ne passent pas inaperçus auprès des clubs de la Botola Pro.

#### Révélation au Difaâ d'El Jadida (2014-2019)
En janvier 2014, il est transféré au Difaâ d'El Jadida, club évoluant en première division.
Le 1 mars, lors d'un déplacement à Banjul pour le premier tour de la coupe de la confédération 2014 contre le Gamtel FC, Nanah dispute son premier match dans une compétition africaine où il marque un doublé. Au match retour, il inscrit un triplé en marquant successivement lors des 21e,23e et 85e minutes de la rencontre.
Le 18 mars 2018, à l'occasion des seizièmes de finale de la Ligue des champions de la CAF 2018 contre l'AS Vita Club, Nanah qualifie son équipe pour la phase de poules en inscrivant un but décisif à la 94e minute de la rencontre.

#### Transfert au Raja CA (2019-2021)
Au mercato hivernal de 2019, il rejoint le Raja Club Athletic, en compagnie de son coéquipier Fabrice Ngah, contre un montant 250.000€ pour un contrat de deux ans, Ayoub ne tarde pas pour s'acclimater aux conditions du club, et fait de bonnes prestations dès ses premiers matchs. Le 23 janvier 2019, il inscrit son premier but avec les verts au Classico contre les FAR de Rabat, sur un tir limpide à 30 mètres du but de Bourkadi, après une passe de Mouhcine Iajour.
Il s'offre le premier titre de sa carrière le 29 mars 2019, au Stade Jassim-bin-Hamad à Doha au compte de la supercoupe d'Afrique, où le Raja bat l’Espérance sportive de Tunis sur le score de 2-1, même s'il n'entre en jeu qu'en deuxième mi-temps.
Le 24 août, lors du match retour du premier tour de la Ligue des champions 2019-2020 contre le FC Brikama United, Nanah inscrit son premier doublé avec les Verts, le premier but est marqué sur une passe de Mohsine Moutouali et le deuxième sur un centre de Mohamed Douik.
Le 3 octobre, au titre des seizièmes de finale du championnat arabe des clubs 2019-2020, Ayoub inscrit son premier but dans une compétition arabe en marquant le deuxième but de la rencontre sur une passe de Ben Malango à la 82e minute.
Le 10 juillet 2021, le Raja CA s'impose en finale de la Coupe de la confédération face aux algériens de la JS Kabylie et d'adjuge son troisième titre de la compétition (victoire, 2-1).

### Carrière internationale
Ayoub Nanah est convoqué pour la première fois en équipe nationale locale pour disputer un match amical contre la sélection mauritanienne prévue pour le 12 octobre 2014. Le Maroc s'impose sur le score de 5-0 et le jeune Nanah inscrit un doublé dont un but sur penalty.
En janvier 2018, il est parmi la liste des 23 joueurs convoqués pour disputer le Championnat d'Afrique des nations organisée au Maroc. C'est finalement le pays hôte, le Maroc, qui remporte la compétition pour la première fois de son histoire.
Le 19 novembre 2019, Ayoub Nanah marque le deuxième but de la sélection locale marocaine face à la Guinée au titre d'un match de préparation pour le CHAN 2020.

## Palmarès
Raja Club Athletic (4)
- Championnat du Maroc:
  - Champion en 2020.
  - Vice-champion en 2019.
- Coupe de la confédération
  - Vainqueur en 2021.
- Supercoupe de la CAF:
  - Vainqueur en 2019.
- Coupe arabe des clubs champions :
  - Vainqueur en 2020.

 DH El Jadida
- Championnat du Maroc:
  - Vice-champion en 2017.

- Coupe du Trône:
  - Finaliste en 2017.

### En sélection
Équipe nationale du Maroc
- Championnat d'Afrique des nations de football
  - Champion en 2018